# Acalolepta coreensis
Acalolepta coreensis är en skalbaggsart som beskrevs av Stefan von Breuning 1967. Acalolepta coreensis ingår i släktet Acalolepta och familjen långhorningar. Inga underarter finns listade i Catalogue of Life.